# Diana (thần thoại)
Nữ thần Diana (trong tiếng La Mã có nghĩa là "trên trời" hoặc "thiên thần") là một thần nữ trong thần thoại La Mã, Diana là nữ thần săn bắn đồng thời là nữ thần Mặt Trăng và tượng trưng cho sự sinh sản. Diana thường được cho là bản sao của nữ thần săn bắn Artemis và đánh đồng với vị thần này mặc dù cô đã có một nguồn gốc độc lập ở Ý. Diana được thờ cúng trong tôn giáo La Mã cổ đại và được tôn kính ở La Mã, Neopaganism và Stregheria.
Nữ thần này thường kết hợp với động vật hoang dã và những vùng đất trồng cây, cô có sức mạnh siêu nhiên, có thể nói chuyện và thương thông với các loài động vật và có thể kiểm soát nó. Diana đã được biết đến là một nữ thần đồng trinh và một trong biểu tượng của phụ nữ. Cô là một trong ba nữ thần thời con gái là Diana, Minerva và Vesta những người đã thề không bao giờ kết hôn.
Theo thần thoại, Diana đã được sinh ra cùng với Apollo anh em trai sinh đôi của cô trên đảo Delos, con gái của Jupiter và Latona. Diana đã thực hiện một bộ ba với hai vị thần La Mã: Egeria nữ thần nước, người đầy tớ của cô và nữ hộ sinh phụ tá Virbius, thần rừng.

## Thần thoại Hy Lạp
Theo thần thoại Hy Lạp thì Diana là con gái của Jupiter và là chị ruột của Apollo, thần Mặt trời. Lúc sơ sinh, hai chị em bị Junon sai con mãng xà Python săn đuổi phải trốn tránh ngoài hoang đảo đến khi khôn lớn mới gặp được cha. Thấy nàng cực kỳ xinh đẹp, thần Jupiter muốn gả chồng cho con gái và giữ nàng lại thiên đình. Nhưng Diana nhất định không chịu. Nàng chỉ muốn sống độc thân để làm bạn với thiên nhiên.
Jupiter nói: "em trai con là Apollo đã làm thần Mặt trời. Vậy ta cho con làm thần Mặt Trăng để soi sáng ban đêm và làm Trái Đất mát dịu. Muốn làm bạn với thiên nhiên, hãy giữ cho Trái Đất được xanh tươi. Các Nymphes (nữ thần khe suối), nữ thần Flora (thần mùa xuân, làm mặt đất nở hoa), Zephyr (nữ thần gió mát)... sẽ giúp con làm việc đó". Ta cho con một bộ cung tên. Con sẽ là một thiện xạ đủ sức chống lại mọi ác thú, kể cả Python.